# Lilaeopsis attenuata
Lilaeopsis attenuata är en flockblommig växtart som först beskrevs av William Jackson Hooker och George Arnott Walker Arnott, och fick sitt nu gällande namn av Merritt Lyndon Fernald. Lilaeopsis attenuata ingår i släktet kryptungesläktet, och familjen flockblommiga växter. Utöver nominatformen finns också underarten L. a. ulei.

## Bildgalleri

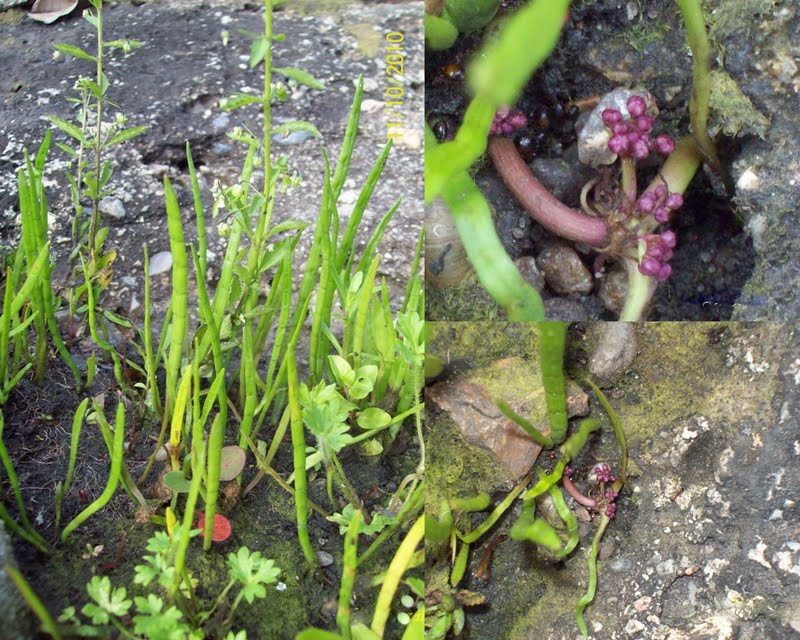